# ハラミちゃん
ハラミちゃん（1月21日 - ）は、日本の女性ピアニスト、YouTuberである。2019年からYouTubeや「17LIVE」での活動を始め、YouTubeのメインチャンネル登録者数は220万人を超える。

## 概要
国立音楽大学を卒業後、会社員を経て、2019年にピアニストとしての活動を始め、YouTubeや動画配信アプリ「17LIVE」でのピアノ演奏を中心に活動している。「ハラミちゃん」の名前は、好物である肉のハラミからとられた。2019年12月に初のワンマンライブを開催した。2020年7月1日に、初のピアノカバーCDアルバム『ハラミ定食 〜Streetpiano Collection〜』がAvexより発売された。2020年8月29日には、「a-nation online 2020」に、同フェスの歴史上、異例となるソロピアニストとして出演し、オリジナル曲「ファンファーレ」を初披露した。

## 主な活動
ストリートピアノの演奏動画を中心としたYouTubeへの動画投稿や、17LIVEを使用したライブ配信などの活動で知られる。
YouTubeチャンネル登録者数は229万人以上（2025年5月時点）。2020年7月1日に、ピアノカバーCDアルバム『ハラミ定食 〜Streetpiano Collection〜』で、Avexからメジャーデビューした。
YouTubeへの動画投稿を本格的に始めたのは、2019年の6月頃であるにもかかわらず、同年にデビューしたすべてのYouTuberの中で、動画の総再生回数が18位にランクインした。YouTubeで最も多く視聴されている動画は、2020年11月4日に投稿した「鬼滅メドレー（紅蓮華、竈門炭治郎のうた、炎）」である。次いで多く視聴されている動画は、2020年3月21日に投稿した、広瀬香美とストリートピアノでコラボした動画である「ロマンスの神様」であり、どちらの動画も1000万回以上再生された（2021年1月時点）。ほかにも、2020年2月13日に投稿した「鬼滅の刃」の挿入歌及び19話ED曲「竈門炭治郎のうた」や、2019年7月16日に投稿した、X JAPANの「紅」など多数の演奏動画をYouTubeに投稿している。NHKBSでの黄金のベストアルバム出演の際、編曲を任されている。

## 来歴

### 幼少期から高校生
4歳からピアノを習い始め、クラシックの指導を受ける傍ら、ポップスの練習も続けていた。小学校の休み時間に、多目的ホールに設置されていたピアノで、当時好きだった『千と千尋の神隠し』の「いつも何度でも」を弾いていると多くの生徒が集まってきたことがあり、現在のポップスピアニストとしての活動の原体験となっている。この頃の思い出について、「特に勉強も運動もできない私が唯一輝ける場所。それが、休み時間の音楽室だった」と語っている。

### 音大生から会社員
音楽大学に進学し、ピアノを専攻して卒業したものの、挫折して一般企業に就職した。会社員として働いていたが、「ついついやり過ぎてしまう」性格が災いし、会社で出会った尊敬できる人たちのために頑張りたい気持ちが強くなり過ぎたあまり、体調を崩し休職した。休職中は、「家族としか喋れなくてスマホも見られないぐらい落ちてた」状態であった。

### ピアニストデビュー
体調を崩して休職していたときに、職場で懇意にしていた先輩の勧めで、気分転換に「都庁おもいでピアノ」で演奏したRADWIMPSの「前前前世」の動画をYouTubeに投稿したところ、瞬く間に再生回数が伸び、投稿から2週間で30万回を超えた。これをきっかけに、一度は諦めたピアノの夢をもう一度追いかけようと決意した。ポップスピアニストとして活躍するためには、認知度と身近さが大切だと考え、YouTubeと17LIVEを活動ツールとして選んだ。トレードマークとして肉を耳に挟んだ肉食ウサギのキャラクターの「ウサミちゃん」を用いる。

### CDデビュー
2020年7月1日に、ピアノカバーCDアルバム『ハラミ定食 〜Streetpiano Collection〜』で、Avexからメジャーデビューした。初週約0.7万枚を売り上げ、7月8日発表の最新「オリコン週間アルバムランキング」で初登場2位、2020年7月13日付の週間アルバム・セールス・チャート“Billboard JAPAN Top Albums Sales”では首位を獲得した。「ハラミ定食」というタイトルについては、メロディやハーモニーといったピアノらしい言葉よりも、親しみを感じられる言葉を選ぶことで、ハラミちゃんらしさを出したかったとした。

### 初の全国ツアー
CDデビュー後も精力的に活動を続け、2020年8月13日に「ハラミ定食 〜Streetpiano Collection〜 in 中野サンプラザ 無観客生配信LIVE」を開催した。同年12月19日から2021年2月28日まで、「ハラミ定食 DXおかわりツアー 〜全国のお米さんへ配達するぬ!〜」と題し、自身初となる全国ツアーを実施し、ツアー期間中の1月27日に、2ndアルバムとなる『ハラミ定食DX 〜Streetpiano Collection〜「おかわり！」』を発売した。同年7月31日に「ハラミちゃん音祭り2021 〜暑中お見米申し上げるぬ!〜 in パシフィコ横浜」を開催し、12月22日に、ライブ映像作品第2弾となる『ハラミちゃん音祭り2021 〜暑中お見米申し上げるぬ!〜 in パシフィコ横浜』を発売した。

### 武道館単独公演
2022年1月4日に、女性ピアニストとしては15年ぶりとなる武道館公演を開催した。公演タイトルは「STREET PIANO in日本武道館 〜ハラミちゃん947日目のキセキ〜」とし、ピアニストとしての歩みを示した。コンビニエンスストアに貼られていた同じピアニストである清塚信也の日本武道館公演のポスターを見て以来、「武道館でピアノワンマンライブを行うのが夢」と語っており、その夢が実現した。かねてより、ピアノの敷居を下げたいと意識して活動しており、360度回転するステージでエンターテイメント性を重視した。夜の部では、広瀬香美がサプライズ出演し「ロマンスの神様」を歌唱した。

## 人物・エピソード

### 演奏スタイル
絶対音感を有しており、知らない曲でも、その場で耳コピして弾くなど、即興で弾くプレイスタイルが話題となった、絶対音感は生まれつきでなく訓練によって習得したものと発言している。17LIVEでは、配信中に視聴者とリアルタイムでやりとりをしながら演奏をしたり、リクエストの中から50～60曲を即興で弾くこともある。ピアノ演奏の際は、主役は演奏者ではなく、あくまで曲であることをモットーとし、共感できる演奏を心掛けるとしている。ピアノ・アレンジについては、原曲から抽出した各楽器の大事な要素をピアノに落とし込むことを最も大切にしており、「表現するものを身体のなかにインプットしたい。」そうすることで、「本当のアウトプットにしたい」とした。日本のピアニストである上原ひろみに憧れており、表現者としての弾き方やアレンジなど大きく影響を受けた。特に感銘を受けた曲は、上原ひろみのアルバム『タイム・コントロール』に収録されている「Deep Into The Night」で、「音を響かせる楽しさをこんなにも全身で表現していいんだって、自分の中にあった変なリミッターが外れたきっかけの曲」だと語った。

### ストリートピアノへの思い
「ピアノ」や「ピアニスト」と言えば「クラシック」というような、いわゆる「お固い」イメージを変えていくことで、ピアノという楽器の敷居の高さを下げ、もっと身近な楽器に感じてほしいという思いを持ち、ストリートピアノを中心とした活動を続け「日本中誰でも知っているけど、一番身近なピアニスト」を理想としている。雑誌やテレビ番組のインタビューを受けた際には、「どんなに自分が有名になったとしてもストリートピアノは続けていきたい」「自由で楽しい表現ができる、ピアノの魅力を広く届けたい」「私の目標は、ピアノの存在をもっと身近に感じてもらうこと」など、ピアノへの思いを度々語っており、自身の活動を通して、ポップスピアニストというピアニストのイメージを広め、ピアノが楽しい楽器であることを知ってほしいとした。また、聴いてくれている人に寄り添いたいという気持ちから、たくさんの人を包み込めるような「布団のような存在」でありたいとも語った。

### ファンとの関わり
ファンネームは「お米さん」である。自身をハラミ肉、ファンをご飯に例え「お肉を支えてくれる存在」としている。子どものファンのことは「子米（こまい）ちゃん」と呼ばれる。ファンとの交流の中で知った曲も多く、X JAPANやB'zといったロックや洋楽、ゲーム音楽など演奏のレパートリーを広げた。

### その他
- 身長を145cmと公称していたが、2021年12月16日放送の「ぐるぐるナインティナイン」（日本テレビ）のグルメ企画「ゴチになります!」に出演した際、実際には171cmであることを告白した[1]。
- 昔からモーニング娘。や、ももクロ等の女性アイドルグループのファンである[36]。
- 好きな音楽家はドビュッシー。おすすめの曲は「夢」[37]。
- 2023年4月27日の『プレバト!!』のストーンアートの特待生の査定において、先生も度肝を抜かす2ランク昇格を上げ、特待生5級から特待生3級の飛び級を果たした[38]。

## 使用ピアノ
ヤマハ　C5X （グランドピアノ）
- 「練習するなら本物がいい」と小学3年生の時に父親に買ってもらう。ピアノが部屋の半分を占める状態。最初に弾いた音は「ド」。[40]

nord　nord electro 6 HP　（キーボード）
- 通称「赤身ちゃん」。学生の頃から手に入れるのが夢であり、2019年9月に購入。ハラミちゃんのYouTubeチャンネルのバナーイラスト[42]や、初期の宣材写真で抱えている。[43] YouTubeでの生配信「ハラミナイト」や、自身のライブイベントなどで使用している。

TAHORNG　ORIPIA 88　（折りたたみピアノ）
- 遠征の移動中や楽屋などで練習用に使用している。2021年5月21日のmusic stationのXの投稿で楽屋で使用している写真が投稿されている。[44] 2025年3月28日にフジテレビで放送されたザ・共通点では移動中の車内で使用している。

CASIO　SA-76　（ミニキーボード）
- 遠征先の楽屋やテレビのロケなどで使用している。2020年1月2日の富士ミニライブの楽屋で使用している写真をXで投稿している。[45] また2022年6月13日にTBSで放送された「アピールちゃん」ではロケで使用されている。

## ディスコグラフィー

### アルバム

#### ハラミ定食
ハラミ定食〜Streetpiano Collection〜（2020年7月1日、avex trax）
- CD - AVCD-96506
- CD+DVD - AVCD-96505

| #   | タイトル                                        | 作詞               | 作曲               |
| --- | ----------------------------------------------- | ------------------ | ------------------ |
| 1.  | 「前前前世」(RADWIMPS)                          | 野田洋次郎         | 野田洋次郎         |
| 2.  | 「LOVE PHANTOM」(B'z)                           | 稲葉浩志           | 松本孝弘           |
| 3.  | 「ロビンソン」(スピッツ)                        | 草野正宗           | 草野正宗           |
| 4.  | 「竈門炭治郎のうた」(椎名豪 featuring 中川奈美) | ufotable           | 椎名豪             |
| 5.  | 「天城越え」(石川さゆり)                        | 吉岡治             | 弦哲也             |
| 6.  | 「M」(プリンセス プリンセス)                    | 中山加奈子、奥居香 | 中山加奈子、奥居香 |
| 7.  | 「366日」(HY (バンド))                          | 仲宗根泉           | 仲宗根泉           |
| 8.  | 「ロマンスの神様」(広瀬香美)                    | 広瀬香美           | 広瀬香美           |
| 9.  | 「千本桜」(初音ミク)                            | 黒うさP            | 黒うさP            |
| 10. | 「シングルベッド」(シャ乱Q)                     | つんく、はたけ     | つんく、はたけ     |
| 11. | 「PIANO MAN」(ビリー・ジョエル)                 | ビリー・ジョエル   | ビリー・ジョエル   |
| 12. | 「Forever Love」(X JAPAN)                       | YOSHIKI            | YOSHIKI            |
| 13. | 「紅」(X JAPAN)                                 | YOSHIKI            | YOSHIKI            |

| #  | タイトル                      | 作詞     | 作曲     |
| -- | ----------------------------- | -------- | -------- |
| 1. | 「Forever Love」(MUSIC VIDEO) | YOSHIKI  | YOSHIKI  |
| 2. | 「LOVE PHANTOM」(MUSIC VIDEO) | 稲葉浩志 | 松本孝弘 |

#### ハラミ定食DX
ハラミ定食DX〜Streetpiano Collection〜「おかわり！」（2021年1月27日、avex trax）
- CD - AVCD-96624
- CD+DVD - AVCD-96625

| #   | タイトル                                        | 作詞               | 作曲               |
| --- | ----------------------------------------------- | ------------------ | ------------------ |
| 1.  | 「前前前世」(RADWIMPS)                          | 野田洋次郎         | 野田洋次郎         |
| 2.  | 「LOVE PHANTOM」(B'z)                           | 稲葉浩志           | 松本孝弘           |
| 3.  | 「竈門炭治郎のうた」(椎名豪 featuring 中川奈美) | ufotable           | 椎名豪             |
| 4.  | 「残酷な天使のテーゼ」(高橋洋子)                | 及川眠子           | 佐藤英敏           |
| 5.  | 「M」(プリンセス プリンセス)                    | 中山加奈子、奥居香 | 中山加奈子、奥居香 |
| 6.  | 「366日」(HY (バンド))                          | 仲宗根泉           | 仲宗根泉           |
| 7.  | 「ロマンスの神様」(広瀬香美)                    | 広瀬香美           | 広瀬香美           |
| 8.  | 「Get Wild」(TM NETWORK)                        | 小室みつ子         | 小室哲哉           |
| 9.  | 「キューティーハニー」(前川陽子)                | クロード・Q        | 渡辺岳夫           |
| 10. | 「シングルベッド」(シャ乱Q)                     | つんく、はたけ     | つんく、はたけ     |
| 11. | 「千本桜」(初音ミク)                            | 黒うさP            | 黒うさP            |
| 12. | 「木蘭の涙」(スターダストレビュー)              | 山田ひろし         | 柿沼清史           |
| 13. | 「Forever Love」(X JAPAN)                       | YOSHIKI            | YOSHIKI            |
| 14. | 「紅」(X JAPAN)                                 | YOSHIKI            | YOSHIKI            |
| 15. | 「ファンファーレ」(オリジナル曲)                | ハラミちゃん       | ハラミちゃん       |
| 16. | 「ファイト!」(中島みゆき)                       | 中島みゆき         | 中島みゆき         |

| #  | タイトル                        | 作詞         | 作曲         |
| -- | ------------------------------- | ------------ | ------------ |
| 1. | 「Forever Love」(MUSIC VIDEO)   | YOSHIKI      | YOSHIKI      |
| 2. | 「LOVE PHANTOM」(MUSIC VIDEO)   | 稲葉浩志     | 松本孝弘     |
| 3. | 「ファンファーレ」(MUSIC VIDEO) | ハラミちゃん | ハラミちゃん |

ハラミ定食2〜新メニュー揃いました!〜（2022年3月23日、avex）
1. そばかす
2. 異邦人
3. 春よ、来い
4. プラネタリウム
5. Story
6. 雨
7. Rusty Nail
8. 947
9. ひとり
10. スパークル
11. 夜に駆ける
12. 楓
13. BOHEMIAN PHAPSODY
14. 銀河鉄道999

ディズニー・ハッピー・ピアノ・チューンズ（2022年9月28日、ウォルト・ディズニー・レコード）
- CD - UWCD-1112
- CD+DVD - UWCD-9026

1. ミッキーマウス・マーチ (From 『ミッキーマウス・クラブ』)
2. 自由への扉 (From 『塔の上のラプンツェル』)
3. パート・オブ・ユア・ワールド (From 『リトル・マーメイド』)
4. アンダー・ザ・シー (From 『リトル・マーメイド』)
5. 彼こそが海賊 (From 『パイレーツ・オブ・カリビアン』)
6. レット・イット・ゴー~ありのままで~ (From 『アナと雪の女王』)
7. 美女と野獣 (From 『美女と野獣』)
8. スピーチレス~心の声 (From 『アラジン』)
9. 絶叫フロア (From 『モンスターズ・インク』)
10. 君はともだち (From 『トイ・ストーリー』)
11. サークル・オブ・ライフ (From 『ライオン・キング』)
12. リメンバー・ミー (From 『リメンバー・ミー』)
13. 星に願いを (From 『ピノキオ』)

DVD
1. アンダー・ザ・シー (From 『リトル・マーメイド』)
2. スピーチレス~心の声 (From 『アラジン』)

ハラミ定食3〜ビタミンスマイル!〜（2023年11月1日、avex）
1. 祈りのワルツ
2. シーソーゲーム〜勇敢な恋の歌〜
3. WOW WAR TONIGHT〜時には起こせよムーヴメント〜
4. ミックスナッツ
5. 群青
6. アイノカタチ feat.HIDE
7. あの素晴しい愛をもう一度
8. 雨 (Live Version)
9. 世界でいちばん熱い夏 (Live Version)
10. 何度でも (Live Version)
11. みんなのうた (Live Version)
12. ありがとう (Live Version)

### 配信限定シングル
|     | 配信開始日     | タイトル | 規格                   | 収録アルバム                         |
| --- | -------------- | -------- | ---------------------- | ------------------------------------ |
| 1st | 2021年6月11日  | 雨       | デジタル・ダウンロード | -                                    |
| 2nd | 2021年12月15日 | 947      | デジタル・ダウンロード | ハラミ定食2〜新メニュー揃いました!〜 |

### 映像作品
ハラミ定食〜Streetpiano Collection〜 in 中野サンプラザ（2020年11月25日、avex trax）
- DVD - AVBD-92948（初回限定盤）、AVBD-92950（通常版）
- BD - AVXD-92949（初回限定盤）、AVXD-92951（通常版）

| #   | タイトル               | 作詞               | 作曲               |
| --- | ---------------------- | ------------------ | ------------------ |
| 1.  | 「LOVE PHANTOM」       | 稲葉浩志           | 松本孝弘           |
| 2.  | 「天城越え」           | 吉岡治             | 弦哲也             |
| 3.  | 「ロビンソン」         | 草野正宗           | 草野正宗           |
| 4.  | 「M」                  | 中山加奈子、奥居香 | 中山加奈子、奥居香 |
| 5.  | 「PIANO MAN」          | ビリー・ジョエル   | ビリー・ジョエル   |
| 6.  | 「竈門炭治郎のうた」   | ufotable           | 椎名豪             |
| 7.  | 「千本桜」             | 黒うさP            | 黒うさP            |
| 8.  | 「情熱大陸」           |                    | 葉加瀬太郎         |
| 9.  | 「ロマンスの神様」     | 広瀬香美           | 広瀬香美           |
| 10. | 「366日」              | 仲宗根泉           | 仲宗根泉           |
| 11. | 「みんなのうた」       | 桑田佳祐           | 桑田佳祐           |
| 12. | 「シングルベッド」     | つんく、はたけ     | つんく、はたけ     |
| 13. | 「Forever Love」       | YOSHIKI            | YOSHIKI            |
| 14. | 「紅」                 | YOSHIKI            | YOSHIKI            |
| 15. | 「前前前世」           | 野田洋次郎         | 野田洋次郎         |
| 16. | 「蕾」(ENCORE)         | 小渕健太郎         | 小渕健太郎         |
| 17. | 「ありがとう」(ENCORE) | 水野良樹           | 水野良樹           |
| 18. | 「ハラミ体操」(ENCORE) | ハラミちゃん       | ハラミちゃん       |

ハラミちゃん音祭り2021～暑中お見米申し上げるぬ!～inパシフィコ横浜（2021年12月22日、avex trax）
- DVD - AVBD-27469/70、AVBD-27473
- BD - AVXD-27471/2、AVXD-27474

1. Overture
2. 夏祭り
3. 真夏の夜の夢
4. 夜に駆ける
5. Story
6. 世界でいちばん熱い夏
7. プラネタリウム
8. HANABI
9. 雨
10. ファンファーレ
11. 紅
12. 何度でも(ENCORE)
13. ハラミ体操(ENCORE)

STREET PIANO in 日本武道館～ハラミちゃん947日目のキセキ～（2022年8月24日、avex trax）
- DVD - AVBD-27580、AVBD-27576/7
- BD - AVXD-27581、AVXD-27578/9

1. Overture
2. ファンファーレ
3. ヒットメドレー
4. 雨
5. プラネタリウム
6. Story
7. ロマンスの神様
8. 情熱大陸
9. BOHEMIAN RHAPSODY
10. ファイト!
11. 紅
12. 947
13. ありがとう
14. お米さんへお手紙
15. 前前前世
16. ハラミ体操

## ワンマンライブ

### 2019年
- 12月7日 ハラミちゃん ワンマンライブ vol.1〜極上ハラミを召し上がれ〜[8]

### 2020年
- 2月24日 ハラミちゃん ワンマンライブ vol.2〜祝日だから目黒でハラミ肉パーティしよ〜[46]
- 8月13日 ハラミ定食〜Streetpiano Collection〜 in中野サンプラザ 無観客生配信LIVE[47]
- 12月19日 - 2021年2月28日 ハラミ定食 DXおかわりツアー 〜全国のお米さんへ配達するぬ！〜（10都市22公演。大阪・福岡・愛知・宮城・新潟・広島・北海道・神奈川）[48]

### 2021年
- 7月31日 ハラミちゃん音祭り2021〜暑中お見米申し上げるぬ!〜in パシフィコ横浜[23]

### 2022年
- 1月4日 STREET PIANO in日本武道館 〜ハラミちゃん947日目のキセキ〜[21][26]
- 12月17日と25日　クリスマスコンサート　メルパルクホールOSAKA　と　府中の森芸術劇場 どりーむホール

### 2023年
- 47都道府県ツアー

### 2024年
- ハラミちゃん5周年ツアー　〜THE FIVE CONCEPT 5飯だぬ！〜

★CONCEPT
【1】ファミリーコンサート 【2】生音コンサート 【3】音祭り 【4】プレミアムナイト 【5】ハラミ学園祭
2024年5月24日 - 2025年2月11日

### 2025年
- ハラミちゃん全国ピアノツアー　〜あなたの街に名曲お届けするぬ〜

2025年5月18日 -

## 出演

### イベント
2019年
- 11月3日 神奈川県厚木市 第6回あつぎミュージックフェスティバル[49]
- 11月24日 岡山県岡山市問屋町 TOIYACHO TERRACE 1st Anniversary Fair[50]
- 12月24日 広島県三原市 広島空港 クリスマスイブコンサート[51]

2020年
- 1月2日 山梨県富士吉田市ハイランドリゾート ピアノコンサート[52]
- 1月18日 神奈川県川崎市 アトレ川崎 “LovePiano”オープニングライブ[53]
- 2月9日 香川県高松市田町商店街 フラワーバレンタインPRイベント「県産花きとストリートピアノのコラボレーション」[54]
- 8月29日 a-nation online 2020 Yellow Stage[10]
- 10月10日 岐阜県多治見市 セラミックパークMINO セラミックパークフェス ピアノコンサ―ト[55]

2021年
- 5月8日 - 9日 河口湖ステラシアター PIANIC -STREET PIANO Festival[56]

2022年
- 10月30日　THE DROP FESTIVAL 2022 in Japan　　宮崎
- 11月11日　おおいた光のファンタジー点灯式
- 11月13日　ミュージックカマー　　かまいたち　オンラインライブ
- 11月19日　「贅沢な時間」＜TGC 北九州 2022＞　ファッションショー

2023年
- 滋賀県甲賀市　ハラミちゃん　トーク＆ライブ
- 10月7日「Carnival on Ice 2023」　さいたまスーパーアリーナ

### 演奏提供
2020年
- オンライン花火競技大会「HANABI ONLINE 2020」 - 一般社団法人SMASH ACTIONが開催。サザンオールスターズの「みんなのうた」ピアノ演奏を提供[57]
- 「さぬき花火浪漫2021」- 一般社団法人SMASH ACTIONが開催。SEKAI NO OWARIの「スターライトパレード」ピアノ演奏を提供[58]

2021年
- テレビ朝日・ABEMA共同制作ドラマ『言霊荘』劇伴[59]

2024年
- 夜のクラゲは泳げない[60]
- 真夜中ぱんチ[61]

### テレビ番組
- 芸能界特技王決定戦 TEPPEN（2020年9月26日、フジテレビ系） - ピアノ対決で優勝[62]
  - 芸能界特技王決定戦 TEPPEN（2021年1月30日、フジテレビ系） - ピアノ対決で優勝（2連覇）[63]
- 人生が変わる1分間の深イイ話「今こそ群れない人は本当に幸せなのか？」（2020年12月7日、日本テレビ系）[64]
- 第4回ももいろ歌合戦（2020年12月31日、BS日テレ・ニッポン放送・AbemaTV）[65]
- グータンヌーボ2（2021年2月9日、関西テレビ）
- ミュージックステーション2時間スペシャル（2021年5月21日、テレビ朝日系） - 視聴者からのリクエスト曲をメドレーで即興パフォーマンス[66][67]
  - ミュージックステーション（2021年9月21日、テレビ朝日系） - 大ヒットアニソンピアノメドレーを披露、斎藤宏介（UNISON SQUARE GARDEN）とコラボし、シュガーソングとビターステップを披露[68][69][70]
- プレバト!!（2021年6月24日 - 不定期、MBS・TBS系） - （バナナアート・特待生4級、陶芸・特待生4級、丸シールアート・特待生5級、ストーンアート・特待生3級、一筆書きアート・特待生5級）[71][72]。
- めざましテレビ（2021年7月7日・14日・21日、フジテレビ系） - 2021年7月度マンスリーエンタメプレゼンター（水曜日）[73][74]
- 2021 FNS歌謡祭 夏（2021年7月14日、フジテレビ）
- Real Folder（2021年9月22日、Paravi）[75]
- 徹子の部屋（2021年10月22日、テレビ朝日系） - ゲスト[76]
- 今夜くらべてみました（2021年11月10日、日本テレビ系）
- 情熱大陸（2022年1月23日、MBS・TBS系）[77]
- 高橋みなみのそこそこさんぽ（2022年8月30日・9月6日、BSJapanext）
- 上田と女が吠える夜（2022年11月2日、日本テレビ）
- チコちゃんに叱られる!（2022年11月4日、NHK総合）
- ニッポン「今」つないでみたら～秋うらら2022～（2022年11月12日、NHK）
- テレ東音楽祭 2022冬（2022年11月23日、テレビ東京）
- プレミアMelodiX!（2022年11月29日、テレビ東京）
- LILILEAGUのヴィクトリーグ（2022年12月4日、テレビ東京）
- これ余談なんですけど・・・（2022年12月6日、ABCテレビ）
- ぼくドコ ピアノの一生（2022年12月12日、NHK Eテレ）
- 歌える！J-POP（2023年2月11日、NHK BSP/BS4K）
- 四季のうた～ニッポン「今」つないでみたら　ライブセレクション～Part2（2023年2月26日、NHK）
- ハラミちゃんのムチャブリ×セッション（2023年3月4日 - 、BSJapanext）[78]
- おばんですいわて 特番～あの日から12年～（2023年3月11日、NHK盛岡放送局）
- 街角ピアノ スペシャル 「ハラミちゃん パリを行く」（2023年3月25日、NHK BS4K）
- 今井了介のおとめし #53・#54（2023年4月13日・20日、BSJapanext）
- 推しといつまでも（2023年6月5日、TBSテレビ）
- 黄金のベストアルバム30M・ハラミちゃんを愛したアーティストたち（2023年6月18日、BSP・BS4K）
- BSプレミアムがお引っ越し!カウントダウンSP（2023年11月30日、NHK BS1 / BSプレミアム）[79]

### テレビドラマ
- 警視庁・捜査一課長 season5 第7話（2021年5月27日、テレビ朝日） - ハラミちゃん（本人） 役[80]
- 生ドラ!東京は24時（2022年3月31日、フジテレビ）[81] - 生放送ドラマの劇中BGMを生演奏した。
- パリピ孔明 最終話（2023年11月29日、フジテレビ） - 米田 役[82]

### ラジオ
- ハラミちゃんのハラミファソRadio♪（2021年4月 - 、JFN系）[83]
- RADIO HARAMIX!!（2022年10月1日・8日、NHKラジオ第1）[84]
- ハラミちゃんのオールナイトニッポンX（2022年8月31日〈30日深夜〉、ニッポン放送） - 同枠のレギュラー放送であった長屋晴子の代打として出演[85]
- Chillin' Vibes -Extra- ハラミちゃん スペシャルフリーライブ（2022年10月9日、FM802） - 万博記念公園にて公開収録[86]
- 澤本・権八のすぐ終わりますから（2022年10月11日、TOKYO FM）
- 802 BINTANG GARDEN DJ:ハラミちゃん（2022年12月4日、FM802）
- FM802 TACTY IN THE MORNING（2022年12月12日、FM802）
- 緑黄色社会・長屋晴子のオールナイトニッポンX ハラミちゃんとクリスマスライブ（2022年12月21日〈20日深夜〉、ニッポン放送）[87]

### CM
- ユニクロ「あったかいは、力だ。」（2020年12月 - ） - 中島みゆきの「ファイト！」を演奏[88][89][90]
- SUUMO「ハラミちゃんのSUUMO使ってみた篇」（2021年2月 - ）[91][92]
- hueLe Museum「Creative Communication Labo」（2021年6月 - ） - オリジナル楽曲「ファンファーレ」を演奏[93][94]
- Google
  - Google Pixel 5 「フリースタイルフェスやってみた！篇」（2021年7月 - ）[95]
  - Google Nest Hub（第2世代） 「プールフェスやってみた！」篇（2021年7月 - ）[96]
  - Googleのデバイス 「ノンストップフェスやってみた！」篇（2021年7月 - ）[97]
- 花王「＃ふろうた」キャンペーン（2021年9月17日 - ）[98]
- KDDI「povo2.0 START!」篇（2021年9月29日 - ）[99]
- ピーナッツ・クラブ「GetLive!」「GetLive!×ハラミちゃん」篇（2021年12月24日 - ）[100]
- かんぽ生命保険 ラジオ体操の歌「うごかそう、みんなで。」篇（2022年1月28日 - ）[101]
- 高速 「高速ピアノ」篇（2023年3月27日 - ）[102]
- ココカラファイン - 店頭で流れるピアノ曲の作曲・演奏[103]
- 森永乳業 森永ミルクココア（2023年10月18日）[104]

### 新聞
- 学生新聞[105]

## 著書
- 好きのパワーは無限大 挫折から学んだ多くのこと、笑顔のヒミツがココにある（KADOKAWA、2021年5月19日）ISBN 978-4-0460-5202-5[106]
- ハラミちゃん監修 たのしくひけるピアノえほん（宝島社、2022年4月13日）ISBN 978-4-2990-2153-3
- ハラミちゃんのレパートリーが初心者でも弾ける魔法のピアノ曲集(ドレミ楽譜出版、2023年5月25日）ISBN 978-4-2851-5274-6